# サンブルーノ
サンブルーノ（英: San Bruno）は、アメリカ合衆国カリフォルニア州のサンマテオ郡にある都市。人口は4万3908人（2020年）。市は1914年に法人化された。

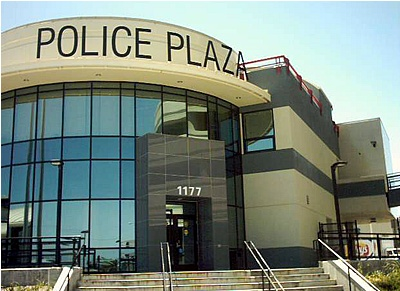
サンブルーノ警察署

## 歴史

### 初期
サンブルーノにはUrebureというオローニ族の集落があった。1769年にスペイン人の探検家ガスパール・デ・ポルトラの率いた探検隊がこの地を訪れた。後に、ブルーノ・デ・ヘセタによってさらに大規模な探検が行われ、中世の修道会の創設者であるケルンのブルーノからサンブルーノ川が名付けられた。サンブルーノという市名はこの川からとられたようである。
サンフランシスコ伝道所の設立に伴い、サンブルーノの周辺一帯は家畜の牧草地となった。やがて伝道所は衰退し、この地域はランチョ・ブリブリの一部としてサンフランシスコの11代目アルカルデ（市長）のホセ・デラクルス・サンチェスに与えられた。彼の父ホセ・アントニオ・サンチェスが亡くなった後、遺産が分割され、ランチョは売却された。後に、地域の大部分で酪農が行われるようになった。
市には駅馬車のバターフィールド・オーバーランド・メールの、クラークスズ駅が置かれた。1849年には宿屋が建てられ、当初はソープズ・プレイスと、後にアンクル・トムズ・キャビンあるいは14マイル・ハウスと呼ばれた。宿屋は1949年に廃業し、ラッキーズ・スーパーマーケット（現在はエル・カミノ・レアルとクリスタルスプリングス・アベニューの交差点の角にウォルグリーンのドラッグストアがある）に建て替えられた。
ジェネヴェイン・アベニューの名前の元となったガス・ジェネヴェインはサンブルーノ・ハウスというランドマークを建設したが、火災によって何度か焼失し、3回目の火事の後には再建されることはなかった。この場所の周辺には家や牧場が点在していた。1860年代、サンフランシスコとサンノゼを結ぶ鉄道の駅がサンブルーノに建設された。鉄道は最終的にサザン・パシフィック鉄道の一部に組み込まれ、旅客輸送と貨物輸送の両方を行っていた。現在はカルトレインが運行されている。
アメリカ合衆国郵便公社の郵便局は1875年に初めて設置された。1890年から1891年、また1893年から1898年にかけてのそれぞれ数か月は、郵便業務が停止していた時期もあった。1898年からは切れ目なく郵便業務が行われるようになった。現在の郵便局はタンフォラン・ショッピングセンターの近くに位置している。

### 20世紀
1906年のサンフランシスコ地震、またそれに伴う火災が発生した後、市の成長と発展が始まった。1906年後半には市で最初の公立小学校が完成した。1910年、エッジモント小学校の完成により、すべてのクラスがそちらに移動し、以前の小学校があった場所にはシティ・ホールという名の公共施設ができた。1912年にはノース・ブレイ小学校という別の小学校が開校した。この学校の初期の生徒には、後に俳優として活躍するエディ・ロチェスター・アンダーソンがいた。
カリフォルニアで最初の州道であるエル・カミノ・リアルの建設が1912年にサンブルーノのアンクル・トムズ・キャビン付近で始まった。この道路は現在州道82号線に指定されている。市の近隣にあるサンフランシスコ国際空港は1927年の前半に開業した。空港内には気象局（Weather Bureau）があり、現在はアメリカ国立気象局によって運用されている。チャールズ・リンドバーグは大西洋横断飛行が成功したことの凱旋で、初期の空港を訪れていた。
1911年1月18日、飛行家のユージン・バートン・イーリーがタンフォランから離陸し、サンフランシスコ湾に停泊中の装甲巡洋艦USSペンシルベニアに着艦することに成功した。これは史上初めて飛行機が艦上に着陸した事例である。
ローカル紙のサンブルーノ・ヘラルドによる運動の後、道路を舗装することを主な目的として1914年にサンブルーノは法人化された。グリーン・ホールが市役所となった。サンブルーノは急速に成長し、1920年に約1500人の人口が、1930年には3,610人に増加した。1940年代にはニュー・エッジモント（後にデシマ・アレンと改名された）、クリスタル・スプリングスなどの学校が新たに建設された。
1930年、エル・カミノ・シアターがエル・カミノ・リアルとサン・マテオ・アベニューの交差点の角にオープンした。エル・カミノではアニメ映画、短編コメディー、アドベンチャー、ニュース映画などが2本立てで上映され、土曜日と夏季の水曜日には子供向けの昼公演が行われた。ふつうは映画のフィルムは週ごとに変わったが、1958年のセシル・B・デミル監督作品十戒は2週間上映された。タンフォラン・ショッピングセンターに4つのスクリーンを持つ映画館がオープンしたこともあり、1970年台に映画館は閉鎖された。エル・カミノ・シアターのあった建物は改装されたが、現在は使われていない 。後にタンフォラン・ショッピングセンターの北に、より規模の大きなシネマコンプレックスのセンチュリー・アット・タンフォランが建設された。
退役軍人が埋葬されていたサンフランシスコのプレシディオは空きスペースが無くなりつつあったため、1939年、旧陸軍省はサンブルーノにゴールデン・ゲート国立共同墓地を創設した。1942年、第二次世界大戦が開戦した後、大統領令9066号により日系アメリカ人を一時的に強制収容するために、競馬場を改造してタンフォラン仮収容所が建設された。
第二次世界大戦の終戦後、市は成長を続け、ミルズ・パーク、ローリングウッド、クレストムーアなどの新たな分譲地ができた。1947年、サウスサンフランシスコとレッドウッドシティを結ぶベイショア・フリーウェイ（国道101号線）が開通し、サンブルーノにはインターチェンジが設置された。
1950年以前、サンブルーノの高校生はサザンパシフィック鉄道でサンマテオ高校（1902年開校）かバーリンゲーム高校（1923年開校）に通学していた。1950年9月11日、サンブルーノにカプチーノ高校が開校した。多目的ビルとして使われていたグリーン・ホールに代え、1954年に市は図書館と市民ホールを開設した。同年、サンフランシスコ国際空港の拡張事業の一部として、中央ターミナル（現在のターミナル２）が開業した。中央消防署も市民ホールの都成に建設され、さらにクレストムーアにも消防署が開設された。
女優、作家のスーザン・サマーズは1946年にサンブルーノで生まれた。彼女は地元の学校に通い、1964年6月にカプチーノ高校を卒業した。
1953年、サンブルーノは未編入領域のロミータ・パークのうち、サンフェリペ・アベニュー、エル・カミノ・リアル、サン・ホアン・アベニュー、鉄道の線路で囲まれた地域を併合した。併合されるまでは、ロミータ・パークにはサザンパシフィック鉄道の駅があった。
ローリングウッド、クレストムーア、ジョン・ミューア、カール・サンドバーグの各小学校に続き、パークサイド・インターミディエイト・スクールが1954年に開校した。さらにエングバル・インターミディエイト・スクールもクレストムーア・キャニオンに建設されたが、後に閉校した。また入学者数の減少によりノース・ブレイ小学校とサンドバーグ小学校も閉校した。これらの学校はすべてサン・ブルーノ・パーク学区の一部であった。
市の北西部はラグナ・サラダ学区に属していた。私立学校のハイランズ・クリスチャン・スクールは1966年に設立された。この学校では大学進学のための教育が行われている。サンブルーノは1950年代半ばに新たな併合を検討し、市の領域を太平洋沿岸まで広げようとした。だがサンブルーノの西側にあった未編入領域は併合に反対し、1957年にパシフィカ市として法人化された。
1957年5月22日、マグニチュード5.7の地震が市の周辺で発生した。市全体で多少の被害があり、いくつかの学校では窓ガラスが割れたり壁にひびが入ったりした。教育学区の理事が集まって開かれた会合のテーブルに、石膏ボードの大きな塊が落下したが、幸いにもけが人は出なかった。商店では棚の商品が床に散乱するなどの被害があり、一時的に閉店した店舗もあった。カプチーノ高校では地震の後数日休校したが、他の学校では生徒を開けた場所に避難させた。
エイマック社（Eitel-McCullough）はサンブルーノに長年にわたって大規模な工場を運営している。ウィリアム・アイテルとジャック・マクロウが1934年に会社を立ち上げた。同社は電力格子増幅管の生産に特化している。
エイマック社は通信機器に使われる真空管の生産でも知られており、それ以外にも軍事用、商業用の製品を生産している。
同報通信も業務の一部として行っているため、エイマック社はFMラジオのKSBR（100.5MHz）も運営している。このラジオ局は1947年に開設され、同年にレンジャトーンのオルガンのテープレコーダーが放送で流された。レンジャトーンのオルガンのテープレコーダーを放送したのはアメリカで2つのラジオ局だけであり、もう１つはワシントンD.C.のウォッシュFMであった。このテープレコーダーはドイツのマグネトフォンをもとに作られたものであった。
同社はさらに広い土地を必要としたため、1959年にサンカルロスに移った。エイマックのサンカルロス工場は1959年4月16日に完成した。
1965年、エイマック社はバリアン・アソシエイツ（Varian Associates）社と合併し、EIMAC Division of Varianとして知られるようになった。1995年、レオナルド・グリーン・アンド・パートナーズ社はバリアンの電子管部門を買収し、CPI社（Communication and Power Industries）が組織された。
1960年に2年制のコミュニティ・カレッジの、スカイライン大学が設立された。クレストムーア高校は1962年9月に開校したが、1980年6月に入学者数の減少のため閉校した。
昔からサンブルーノのランドマークといえば、1899年に開設されたタンフォラン競馬場であった。シービスケットやサイテーションといった有名な競走馬がここでレースを戦った。著名な映画監督であるフランク・キャプラもこの競馬場でブロードウェイ・ビルとライディング・ハイの2本の映画の一シーンを撮影した。1942年の6か月間、競馬場にはサンフランシスコ・ベイエリアに住む日系人が強制収容された。約8000人の日系人が集められ、その後ユタ州の砂漠地帯にあった収容所やオーエンズヴァレーにあるマンザナー強制収容所に移送された。競馬場は1964年に閉鎖され、まさに取り壊されようとされていた時、7月31日に火災によって焼失してしまった 。競馬場の跡地にはザ・ショップス・アット・タンフォランというショッピングモールが後に建設された。その周りの道路はタンフォラン競馬場で活躍した競走馬の名前が付けられている。
1964年12月23日、フライング・タイガー・ライン282便が市内に墜落した。
1960年代後半、サンブルーノ市内を通る州間高速道路280号線（フニペロ・セラ・フリーウェイ）、さらに州間高速道路380号線が建設された。サンブルーノ計画委員会（キャスパー・ワインバーガーの兄、ピーター・ワインバーガーが委員長を務めていた）は、大規模ショッピングセンターをベイヒル（サンブルーノ・アベニューとスニース・レーンの間、かつての海軍用地）とタンフォラン2か所に建設する計画を審査し、承認した。最終的な決定はサンブルーノ市議会によって下され、大規模商業施設の建設が進められることになった。ショッピングセンターが建設される前までは、サンマテオ・アベニューとエル・カミノ・リアルに市の商業施設の大半が位置していた。
サンブルーノはベイ・エリアにおいて、独自のケーブルテレビ、インターネットのシステムを運営している2つの都市の１つである。
1989年10月17日、マグニチュード6.9のロマ・プリータ地震が発生し、市でも多少の被害が出た。当時サンブルーノで最も高い建物の、合衆国郵便公社西部本社は深刻なダメージを負ったために取り壊された。その後、この場所にはGAPのオフィスビルが建設された。現在、ビルにはウォルマートのオンライン部門（Walmart.com）が入っている。このビルは現在市内で最も高い建物である。

### 21世紀

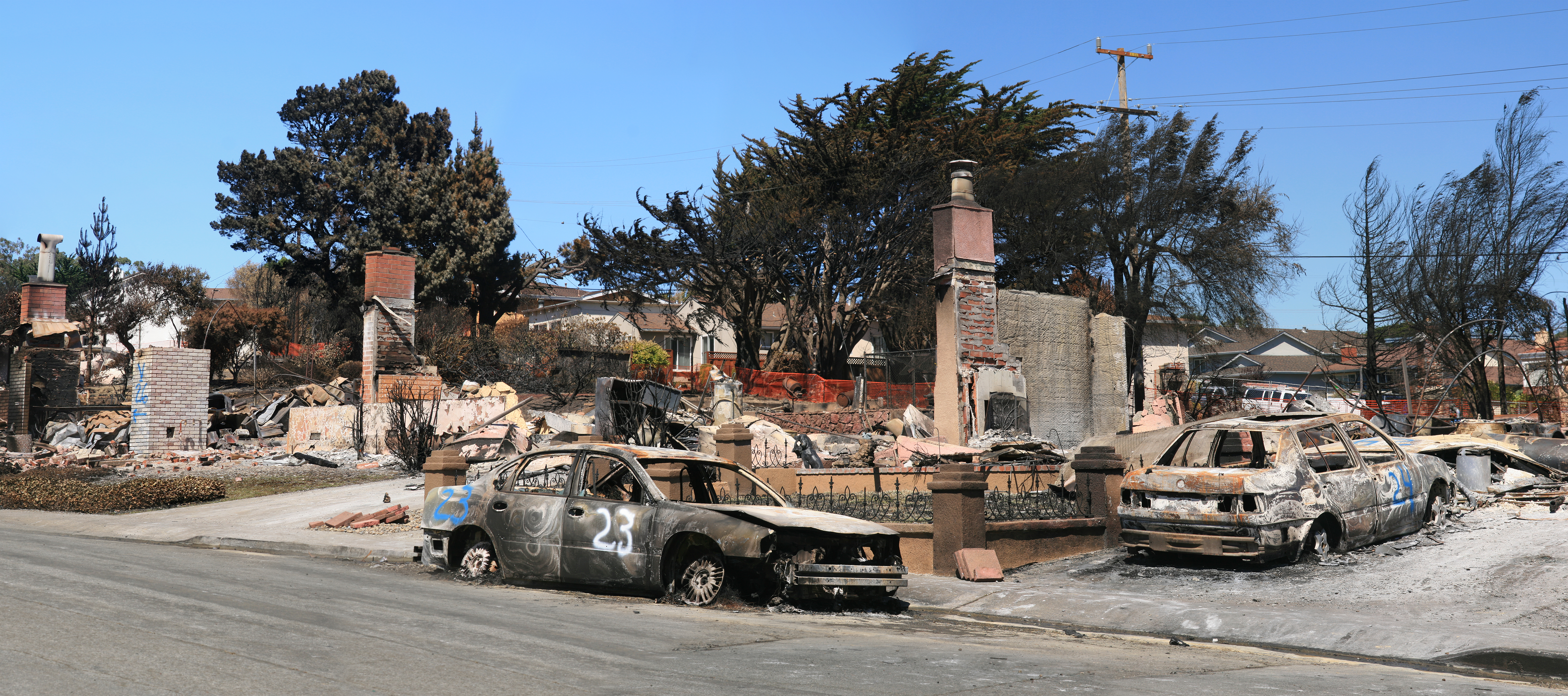
火災と爆発の後、破壊された街の様子

2003年、BARTの路線のミルブレーとサンフランシスコ国際空港間が延長され、サンブルーノ駅が開業した。
2007年、YouTubeの本社がサンマテオからサンブルーノの、州間高速道路380号線からチェリー・アベニューに入った場所へ移転した。
2010年9月9日午後6時15分頃、パイプラインが破裂し火災が発生。周囲に深刻な被害を与えた。8人が死亡し、約60人が怪我を負った。さらに38軒の家屋が全壊し、123軒の家屋が一部損壊した。火災が起きた場所は衛星画像でも容易に捉えられていた。
爆発はサンフランシスコ国際空港の約3㎞西で発生した。最初は航空機の事故が発生したと思われていたが、連邦航空局や空港は航空機が墜落したという報告は確認されていないとした。
爆発が発生する数日前から、周辺で天然ガスの臭いが強くしているとの連絡が複数の住民から入っていた。
9月10日、国家運輸安全委員会のチームは爆発が発生した原因の調査を開始した。
9月13日、パシフィック・ガス・アンド・エレクトリック・カンパニー（PG&E）は爆発の犠牲者のための基金に100万ドルを充てることに合意した。このことは、住民がPG&Eに対しこれ以上のアクションを起こすことを妨げるものではない。爆発した破片は資料として数日後にワシントンD.C.に送られた。

### 海軍施設
第二次世界大戦中、アメリカ海軍はリチャード・スニースが拓いた酪農場があった場所に基地を建設した。海軍高度兵站基地などがこの場所で運用された。終戦後も運用が続けられ、サンフランシスコ・ベイエリアで運用されていた複数の海軍基地が統合されて海軍施設技術部隊西部地域本部となった。1993年、基地の閉鎖・再編が行われ、近隣の基地も再編が勧められたため、海軍は施設の閉鎖を決定し、1994年10月に遂行された。

## 地理
市はサウスサンフランシスコとミルブレーの間に位置している。サンフランシスコ国際空港やゴールデンゲート国立墓地に隣接しており、サンフランシスコのダウンタウンからは約19㎞南にある。
アメリカ合衆国国勢調査局によると、市域全面積は14平方マイル (5.5 km2)で、全域が陸地である。市域はサンフランシスコ湾からサンタクルーズ山地の山麓まで広がり、クレストムーアでは標高約180ｍ、ポルトラ・ハイランズでは標高約210ｍである。サンブルーノ市役所の公式な標高は12.5ｍとなっている。
ミルズ・パーク、クレストムーア、ローリングウッドの一部は険しい峡谷が特色となっている。丘陵部の泉から発した川の多くは、市内を暗渠で流れてサンフランシスコ湾へと注ぐ。スカイライン・ブールバードのすぐ西側で、市域の外側にあるサンアンドレアス湖は、サンアンドレアス断層から名前がとられている。この湖はサンフランシスコ水道局が運用している貯水池のうちの一つで、サンブルーノ市の州間高速道路280号線より西側の地域を含む、サンフランシスコやサンマテオ郡のいくつかの自治体に水を供給している。

## 気候
サンブルーノは地中海性の温暖な気候を享受している。涼しく乾燥した夏と、肌寒い程度の寒さで湿度の高い冬に特徴づけられる。
1927年以降、アメリカ国立気象局（かつての気象局 ）はサンフランシスコ国際空港（以前のミルズ・フィールド）に気象台を整備している。公式観測記録によると、1年で最も寒いのは1月で平均最高気温は13.3°C、平均最低気温は6.1°Cである。
霜は冬の数ヶ月に時折降りることがある。降雪は非常にまれだが、1962年1月21日には3.8cm（クレストムーアでは約10cm）の積雪を記録した。他には1932年12月11日、1976年2月5日に降雪が観測された。近年では1988年12月27日、1989年1月8日、1996年2月24日にも降雪の跡が報告されている。
氷点下まで気温が下がるのは、1年で平均1.3日しかない。観測史上最も低かった気温は、1932年12月11日に記録された-7°Cであった。この日に2.5cmの積雪が観測された。1972年12月には厳しい寒波がこの地域一帯を1週間にわたって襲った。樹木や植物に被害があり、水道管の破裂も起きた。気温は空港で-4°C、クレストムーアで‐7°Cまで下がった。
1年で最も暑い月は7月で、平均最高気温は22.6°C、平均最低気温は12.8°Cである。気温が32°C（90°F ）にまで達するのは、一年で平均4日ほどある。夏の数か月間は朝晩に霧や低い雲が立ち込めるのが日常である。霧や雲から弱い霧雨が時折降るのを除けば、夏季は非常に乾燥している。夏季にはまれに熱帯低気圧から湿った空気が流れ込み、雷雨が発生することがある。夏の午後は西からの突風が日常的に吹いている。これまでに観測された最高気温は1961年6月14日の41°C（104°F）で、その1年前の1960年6月に観測された40°Cの記録を上回った。1988年7月17日には41°C（103°F）、1971年9月14日には39°Cを記録した。1993年8月1日までは、8月に38°C（100°F ）以上の気温は観測されなかった。8月はこの地域周辺では霧が発生しやすい月である。逆転層の影響により、標高の高い丘陵部では空港よりもはるかに高い気温がよく観測される。
雷雨は年に数回発生し、そのほとんどが冬季であるが、通常は極めて短時間しか降らない。年間の降水量のうち、ほとんどが11月から4月にかけて降る。アメリカ国立気象局サンフランシスコ国際空港観測所では年総降水量が511mm、標高の高い丘陵部ではそれよりも多い810mmとなっている（これはアメリカ陸軍工兵司令部のゲイル・ラッカーとアメリカ地質調査所のロバート・E・ニールンドの、1962年から1985年までの観測によるものである）。ニールンドは測定された気温の情報を、週刊新聞のサンブルーノ・ヘラルドに1966年から1969年まで報告していた。年間で雨が降る日数は平均65.2日である。月間の最多降水量は1998年2月の346mm、24時間の最多降水量は1982年1月4日の142mmである。ニールンドは1967年1月にクレストムーアで24時間に155mmの降水があったと報告していた。冬の嵐は、多くの場合強い南風を伴う。
| San Bruno, Californiaの気候                                                                   | San Bruno, Californiaの気候 | San Bruno, Californiaの気候 | San Bruno, Californiaの気候 | San Bruno, Californiaの気候 | San Bruno, Californiaの気候 | San Bruno, Californiaの気候 | San Bruno, Californiaの気候 | San Bruno, Californiaの気候 | San Bruno, Californiaの気候 | San Bruno, Californiaの気候 | San Bruno, Californiaの気候 | San Bruno, Californiaの気候 | San Bruno, Californiaの気候 |
| 月                                                                                            | 1月                         | 2月                         | 3月                         | 4月                         | 5月                         | 6月                         | 7月                         | 8月                         | 9月                         | 10月                        | 11月                        | 12月                        | 年                          |
| --------------------------------------------------------------------------------------------- | --------------------------- | --------------------------- | --------------------------- | --------------------------- | --------------------------- | --------------------------- | --------------------------- | --------------------------- | --------------------------- | --------------------------- | --------------------------- | --------------------------- | --------------------------- |
| 平均最高気温 °F （°C）                                                                        | 55.9 (13.3)                 | 59.3 (15.2)                 | 61.2 (16.2)                 | 64.3 (17.9)                 | 66.8 (19.3)                 | 69.9 (21.1)                 | 71.1 (21.7)                 | 71.7 (22.1)                 | 72.7 (22.6)                 | 69.7 (20.9)                 | 62.0 (16.7)                 | 56.1 (13.4)                 | 65.1 (18.4)                 |
| 平均最低気温 °F （°C）                                                                        | 42.9 (6.1)                  | 45.5 (7.5)                  | 46.8 (8.2)                  | 48.1 (8.9)                  | 50.5 (10.3)                 | 52.9 (11.6)                 | 54.5 (12.5)                 | 55.5 (13.1)                 | 55.1 (12.8)                 | 52.4 (11.3)                 | 47.5 (8.6)                  | 43.0 (6.1)                  | 49.6 (9.8)                  |
| 降水量 inch （mm）                                                                            | 4.45 (113)                  | 4.01 (101.9)                | 3.26 (82.8)                 | 1.18 (30)                   | 0.38 (9.7)                  | 0.11 (2.8)                  | 0.03 (0.8)                  | 0.07 (1.8)                  | 0.20 (5.1)                  | 1.04 (26.4)                 | 2.49 (63.2)                 | 2.89 (73.4)                 | 20.11 (510.8)               |
| 出典："Climatography of the United States", National Climatic Data Center (www.ncdc.noaa.gov) |                             |                             |                             |                             |                             |                             |                             |                             |                             |                             |                             |                             |                             |

## 人口動態
以下は2010年の国勢調査による人口統計データである。
| 基礎データ - 人口: 41,114人 - 世帯数: 14,701 世帯 - 家族数: 10,044 家族 - 人口密度: 2,897.7人/km2（7,505.0人/mi2） - 住居数: 15,356 軒 - 住居密度: 1,082.3軒/km2（2,803.1 軒/mi2） - 住居 - 持家: 60.8% - 賃貸: 39.2% - 住人 - 持家: 60.1% - 賃貸: 38.9% - 空家率 - 持家: 1.1% - 賃貸: 3.9% - 集団生活者: 316人（0.8%） - 施設収容者: 82人（0.2%） 人種別人口構成 - 白人: 49.5% - アフリカン・アメリカン: 2.3% - ネイティブ・アメリカン: 0.6% - アジア人: 25.4% - 太平洋諸島系: 3.3% - その他の人種:12.3% - 混血: 6.6% - ヒスパニック・ラテン系: 29.7% | 年齢別人口構成 - 18歳未満: 21.0% - 18-24歳: 8.7% - 25-44歳: 29.3% - 45-64歳: 28.3% - 65歳以上: 12.7% - 年齢の中央値: 38.8歳 - 性比（女性100人あたり男性の人口） - 総人口: 97.1 - 18歳以上: 95.1 世帯と家族（対世帯数） - 18歳未満の子供がいる: 32.9% - 結婚・同居している夫婦: 50.1% - 未婚・離婚・死別女性が世帯主: 12.4% - 未婚・離婚・死別男性が世帯主: 5.8% - 未婚の異性のカップル: 5.2% - 同性のカップル: 0.8% - 単身世帯: 24.9% - 65歳以上の老人1人暮らし: 7.6% - 平均構成人数 - 世帯: 2.77人 - 家族: 3.31人 |

## 政治
現在の市長はジム・ルアンで、2009年に初当選した。1980年から1991年まで市長を務めたボブ・マーシャルは「ミスター・サンブルーノ」の異名がある。
カリフォルニア州議会上院では第13選挙区に属し、民主党のジェリー・ヒルが、上院では第22選挙区に属し、民主党のケビン・マリンがそれぞれ選出されている。
合衆国議会下院ではカリフォルニア第14選挙区に属し、民主党のジャッキー・スパイアーが選出されている。
2014年12月の時点で、サンブルーノで有権者登録をしている約2万人の市民のうち、政党登録者数が多いのは順に民主党（10,882人）、明言しない（5,092人）、共和党（3,056人）となっている。

## 公園
クリスタル・スプリングス・アベニューとエル・クリスタル小学校の間にあるサンブルーノ市民公園は主要な市立公園である。公園には日よけのある歩道や、ハイキングコース、ピクニックテーブル、小さい野球場、市立プール、さらにバスケットボールチームのサンフランシスコ・ウォリアーズがかつて練習場として使用していた室内バスケットボールコートなどを含む、レクリエーションセンターなどもある。
サンブルーノ市民公園の隣にあるフニペロ・セラ郡立公園はクリスタル・スプリングス・アベニューからアクセスできる。約100エーカー（405km2）の広さの公園はサンマテオ郡が所有しており、ハイキングコース、東屋、バーベキュー場、ピクニックテーブルなどが設置されている。公園の名前は18世紀にカリフォルニアで多くの伝道所を設立したフランシスコ会の修道士、フニペロ・セラに因んでいる。彼はサンフランシスコの伝道所を訪れる際、定期的に現在のサンブルーノを通過していた。公園はサンマテオ郡公園・レクリエーション課によって管理されており、車両が公園内に進入するのには6ドルの料金がかかる。

## 教育
サンブルーノ・パーク教育学区は7校の小学校と1校のインターミディエイト・スクールを運営している。1970年、学区には4829人の生徒を抱えていたが、2013年には約2700人に減少した。サンマテオ統一高等教育学区も市内を区域としており、1980年にクレストムーア高校が閉校した後は、ほとんどの生徒がカプチーノ高校に通っている。

## 経済
市の包括的年間財務報告書2011年版によると、市内の大きな雇用者トップ10は以下の通りである。
| 順位 | 雇用主                                       | 従業員数 |
| ---- | -------------------------------------------- | -------- |
| 1    | YouTube                                      | 481      |
| 2    | ウォルマート・グローバルEコマース            | 400      |
| 3    | アメリソースバーゲン                         | 323      |
| 4    | シアーズ                                     | 293      |
| 5    | ターゲット・コーポレーション                 | 292      |
| 6    | アイアンポート                               | 262      |
| 7    | InQuira                                      | 160      |
| 8    | ロウズ                                       | 150      |
| 9    | メロディ・トヨタ                             | 68       |
| 10   | バンテージポイント・ベンチャー・パートナーズ | 57       |

## 姉妹都市
- 千葉県成田市